# Andrew Lepani
Andrew Lepani (ur. 27 sierpnia 1979 w Port Moresby) – piłkarz papuaski grający na pozycji pomocnika.

## Kariera klubowa
Karierę piłkarską Lepani rozpoczął klubie PS United Port Moresby. Kolejny jego klubem był Cosmos Port Moresby, w której grał w latach 2004–2008. W 2009 przeszedł do Hekari United. Wraz z Hekari trzykrotnie wywalczył mistrza Papui-Nowej Gwinei w 2010, 2011 i 2012. W 2010 roku wywalczył również klubowe mistrzostwo Oceanii.

## Kariera reprezentacyjna
W reprezentacji Papui-Nowej Gwinei Lepani zadebiutował w 2003. W 2012 uczestniczył w Pucharze Narodów Oceanii 2012, który był jednocześnie częścią eliminacji Mistrzostw Świata 2014.